# Simcoe
Simcoe è un'area non incorporata (già città) della provincia canadese dell'Ontario. 
Simcoe fu fondata nel 1795 da John Graves Simcoe. Simcoe venne incorporata come città nel 1878, finché venne inclusa nella Contea di Norfolk.